# 亞分利多足球俱樂部
亞分利多足球俱樂部（Afan Lido F.C.）是威爾士的一家足球俱樂部。主場位於塔爾伯特港。球隊參加威爾士足球超級聯賽的賽事。